# Ligne Tōbu Koizumi
La ligne Tōbu Koizumi (東武小泉線, Tōbu Koizumi-sen) est une ligne ferroviaire de la compagnie privée Tōbu dans la préfecture de Gunma au Japon. Elle relie la gare de Tatebayashi à celle de Nishi-Koizumi, ainsi qu'à la gare d'Ōta. La ligne a été mise en service à partir de 1917 et possède un embranchement à Higashi-Koizumi.
Sur les cartes, la ligne Tōbu Koizumi est de couleur rouge et les gares sont identifiées par les lettres TI suivies d'un numéro.

## Histoire
La ligne a été ouverte par étapes entre 1917 et 1941.

## Caractéristiques

### Ligne
- Longueur : 18,4 km
- Ecartement : 1 067 mm
- Alimentation : 1 500 Vcc par caténaire
- Nombre de voies : Voie unique

### Tracé
|  |

### Liste des gares
La ligne comporte 9 gares.
| Numéro | Gare              | Nom japonais | Distance (km) | Correspondances      | Localisation |
| ------ | ----------------- | ------------ | ------------- | -------------------- | ------------ |
| TI-10  | Tatebayashi       | 館林         | 0             | Tōbu : Isesaki, Sano | Tatebayashi  |
| TI-41  | Narushima (ja)    | 成島         | 2,0           |                      | Tatebayashi  |
| TI-42  | Hon-Nakano        | 本中野       | 6,1           |                      | Ōra          |
| TI-43  | Shinozuka         | 篠塚         | 8,2           |                      | Ōra          |
| TI-44  | Higashi-Koizumi   | 東小泉       | 9,8           | Branche pour Ōta     | Ōizumi       |
| TI-45  | Koizumimachi (ja) | 小泉町       | 10,7          |                      | Ōizumi       |
| TI-46  | Nishi-Koizumi     | 西小泉       | 12,0          |                      | Ōizumi       |

| Numéro | Gare            | Nom japonais | Distance (km) | Correspondances            | Localisation |
| ------ | --------------- | ------------ | ------------- | -------------------------- | ------------ |
| TI-44  | Higashi-Koizumi | 東小泉       | 0             | Branche pour Nishi-Koizumi | Ōizumi       |
| TI-47  | Ryūmai (ja)     | 竜舞         | 3,1           |                            | Ōta          |
| TI-18  | Ōta             | 太田         | 6,4           | Tōbu : Isesaki, Kiryū      | Ōta          |